# Dveri
A Dveri (szerb betűkkel Двери) egy politikai párt Szerbiában, melyet 1999-ben még egyesületként hoztak létre. 2015-ben átalakultak párttá, a 2016-os választáson mandátumot is szereztek a szerb parlamentben.

## Története
A párt 2015-ig egyesületként működött, vezetőjévé ekkor választották Boško Obradovićot. A párt ekkor bejelentette, hogy elindul a 2016-os szerbiai parlamenti választáson. Korábban 2012-ben és 2014-ben is részt vett, de ekkor még nem szerzett mandátumot.
2016-ban a Szerbiai Demokrata Párttal közös listán indult és 7 mandátumot szerzett.

## Választási eredmények
| Választás | Szavazatok száma | Szavazatok aránya | Mandátumok száma | Mandátumok aránya | Parlamenti szerepe |
| --------- | ---------------- | ----------------- | ---------------- | ----------------- | ------------------ |
| 2012-es   | 169 590          | 4,34%             | 0                | 0%                | nem jutott be      |
| 2014-es   | 128 458          | 3,58%             | 0                | 0%                | nem jutott be      |
| 2016-os1  | 190 530          | 5,04%             | 7                | 2,8%              | ellenzék           |
| 2020-as   | -                | -                 | 0                | 0%                | nem indult         |
| 2022-es2  | 144 762          | 3,92%             | 6                | 2,4%              | ellenzék           |

1 a Szerbiai Demokrata Párttal közös listán
2 a Mozgalom a Szerb Királyság Megújításáért néhány tagjával közös listán

## Fordítás
- Ez a szócikk részben vagy egészben  a   Dveri című angol Wikipédia-szócikk ezen változatának fordításán alapul.  Az eredeti cikk szerkesztőit annak laptörténete sorolja fel. Ez a jelzés csupán a megfogalmazás eredetét és a szerzői jogokat jelzi, nem szolgál a cikkben szereplő információk forrásmegjelöléseként.